# Yi Ye
Yi Ye (이예, 李藝, 1373-1445) est un diplomate coréen de la période de Joseon qui s'est particulièrement occupé des relations avec le Japon.

## Biographie
Yi Ye nait en 1373 dans la ville portuaire d'Ulsan, au sud-est du pays. Alors qu'il n'a que huit ans, sa mère est enlevée par des pirates japonais, les Wakos. En 1396, il se fait volontairement prisonnier des pirates qui l'emmènent à Tsushima où il apprend le japonais. Dès lors, il participe souvent à des négociations, se rend plus de 40 fois au Japon et permet le rapatriement de 667 Coréens. Il est nommé ambassadeur au Japon en 1428, cherche à faire arrêter la piraterie et à conclure un traité commercial. Son initiative mène à la signature du traité de Gyehae (en) en 1443.

## Référence
1. ↑  Les Coréens dans l'histoire, « Yi Ye, éminent diplomate de Joseon », KBSworld, le 9 février 2012.